# Юнак (стадион)
Стадион Юнак (болг. Стадион Юнак) — бывший многофункциональный стадион, располагавшийся в центре Софии, столице Болгарии. Он находился в северо-западном углу сада князя Бориса, на южном берегу реки Перловской. Он был крупнейшим стадионом в Болгарии до середины XX века, вмещая около 35 000 зрителей, и первоначально использовался в качестве домашней арены национальной сборной Болгарии по футболу. Поле было почти квадратной формы, с четырьмя прямыми рядами трибун со всех сторон.
Стадион носил название спортивного общества «Юнак», образованного в конце XIX века. Само слово обозначает сильного юношу.

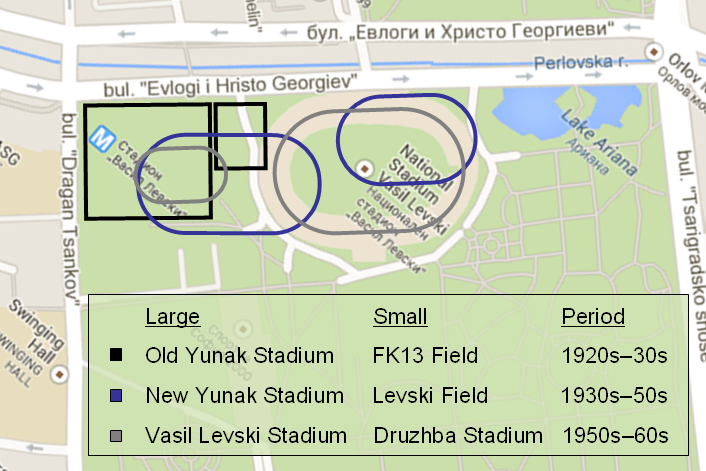
Карта, показывающая расположение старого и нового стадиона Юнак, а также других стадион в Борисовом саду.

В 1920-30-х годах, непосредственно к северо-востоку от стадиона Юнак, было построено меньшее в размерах поле Левски, служившее домашней площадкой для клуба «Левски». В 1950-х годах Болгарская коммунистическая партия решила построить новый, более крупный национальный стадион на месте поля Левски. Так как новый стадион в плане затрагивал северо-восточные трибуны стадиона Юнак, его также снесли, чтобы освободить место для Национального стадиона имени Васила Левского, открытого в 1953 году. Из-за этого софийское «Динамо» («Левски») получило новую домашнюю арену в северо-восточном пригороде столицы, а на месте Юнака был построен гораздо меньший стадион Дружба, который долгие годы использовался как каток.
После падения коммунистического режима в Болгарии заброшенному катку было возвращено название располагавшегося ранее на этом месте стадиона Юнак, но он больше никогда не использовался в качестве спортивного объекта и с начала 2000-х годов лежит в руинах, которые видны между Национальным стадионом и одноимённой станцией метро.
Стадион также использовался для неортодоксальных «видов спорта», таких как живые человеческие шахматы во время правления царя Бориса III.